# North Crows Nest
North Crows Nest é uma cidade  localizada no estado americano de Indiana, no condado de Marion.

## Demografia
Segundo o censo americano de 2000, a sua população era de 42 habitantes.
Em 2006, foi estimada uma população de 42, um aumento de 0 (0.0%).

## Geografia
De acordo com o United States Census Bureau tem uma área de
0,2 km², dos quais 0,2 km² cobertos por terra e 0,0 km² cobertos por água.

## Localidades na vizinhança
O diagrama seguinte representa as localidades num raio de 8 km ao redor de North Crows Nest.